# Central Tejo (funzionamento)
Il funzionamento di una centrale termoelettrica è abbastanza semplice: bruciare combustibile per liberare il calore, modificando il flusso dell'acqua da liquido a vapore, quest'ultimo con il compito di azionare una turbina attivando un generatore di energia elettrica.
Eppure gli aspetti coinvolti nella produzione di energia elettrica dell'antica Central Tejo non erano così semplici perché vi era necessità di un grande e complesso circuito interno di vapore e acqua, nonché il trattamento di combustibili fossili, nel caso dell'antica Centrale, per lo più carbone.

## Carbone
Le navi cariche di carbone provenienti, per la maggior parte dalla Gran Bretagna, arrivavano dal fiume Tago e accostavano vicino alla Centrale. Poi il carico veniva portato alla Piazza del carbone. Da qui iniziava tutto il processo di produzione di energia elettrica nella Centrale Tejo.
Il trasporto del carbone per il circuito di alimentazione delle caldaie era eseguito a mezzo di carrelli manuali che trasportavano il combustibile dai depositi al frantoio ed al setaccio. Esso veniva poi innalzato fino al mixer, dove veniva creata una miscela utile alla combustione.
La miscela veniva inviata al tappeto di distribuzione del carbone, che si trovava nella parte superiore dell'edificio delle caldaie. Da questo tappeto veniva portato all'interno della caldaia dove iniziava gradualmente ad essere bruciato per produrre una temperatura di circa 1200 °C.

## Circuiti della caldaia
La caldaia era costituita principalmente da tre circuiti: acqua - vapore, aria - fumo e cenere. Le funzioni di ognuno di loro erano indispensabili e complementari; il circuito dell'acqua - vapore aveva il compito di trasformare l'acqua in vapore: il circuito aria – fumi era di grande importanza, visto che le prestazioni del circuito si riflettevano nella variazione del rendimento della caldaia e, finalmente, il circuito delle ceneri nel quale veniva raccolto il carbone non bruciato e le ceneri risultanti dalla combustione in caldaia.
L'acqua necessaria per la produzione del vapore veniva trattata e immessa in un circuito chiuso, entrando nella caldaia dall'economizzatore situato nella parte posteriore e, da qui, passava al cilindro situato nella parte superiore della caldaia, che funzionava come un serbatoio di acqua e vapore creando una connessione tra i due circuiti. Da qui, l'acqua scendeva lungo le pareti chiamate di Bailey, cioè le pareti che si trovavano all'interno del forno della caldaia, progettate per mantenere il calore all'interno, e costruite in ghisa con numerosi tubi verticali all'interno, dove scorreva l'acqua mentre vaporizzava. Questa miscela di vapore e acqua saliva di nuovo al cilindro e il vapore veniva indirizzato al surriscaldatore, un gruppo di tubi anche questi all'interno del forno e che consentivano la trasformazione del vapore da umido a secco portandolo nel contempo alla pressione di (38 kg/cm² e 450 °C) in modo da soddisfare le condizioni necessarie ad essere incanalato fino alle turbine della sala macchine.
Oltre all'acqua ed al vapore era necessaria anche l'aria per la combustione del carbone. La maggior parte di questo circuito era nella parte posteriore della caldaia. Approfittando della massima temperatura ambiente dell'aria che usciva in alto, questa era raccolta da un ventilatore primario che la inviava alla stufa e, da qui, a mezzo della ventola secondaria, lungo il tappeto di griglie per ravvivare il fuoco. I fumi provenienti dalla combustione venivano aspirati dalle ventole di estrazione dei fumi che li inviavano all'esterno attraverso i camini, ma prima, la loro temperatura veniva utilizzata per alimentare le fiamme e il fumo veniva filtrato per ridurre le emissioni.
L'ultimo circuito, corrispondente alla cenere, si trovava sotto la caldaia. In ognuna di esse vi erano tre depositi, a forma di piramide rovesciata, per il recupero del carbone non bruciato e della cenere. Il serbatoio posto sotto il tubi di scolo, cioè all'inizio del tappeto di griglie, raccoglieva i pezzi di carbone che cadevano fuori del tappeto al momento della distribuzione; il serbatoio situato al centro, raccoglieva carbone mal combusto che era caduto a causa delle vibrazioni della caldaia; il carbone recuperato da questi depositi era inviato alla Piazza del carbone, al principio del circuito di alimentazione delle caldaie per il riutilizzo. Infine, il terzo serbatoio, situato alla fine del tappeto di griglie, raccoglieva le ceneri del carbone e consisteva in un frantoio con iniezione di acqua per raffreddare e ammorbidire le ceneri. Queste erano trasportate in carri verso l'esterno e depositate in un contenitore chiamato "skip delle ceneri", situato nella Piazza del carbone.

## Trattamento dell'acqua
L'acqua che correva nella caldaia era completamente pura e circolava in un circuito chiuso, contrariamente a quanto si può dedurre a priori, la centrale non utilizzava l'acqua del fiume Tago per vaporizzarla, ma acqua della rete di distribuzione urbana (e anche da un pozzo presente nei terreni della Centrale). In primo luogo, era conservata nel deposito dell'acqua, un serbatoio di grandi dimensioni, situato sul tetto dell'edificio delle caldaie ad alta pressione, ed in seguito trattata nella sala dell'acqua dove si realizzavano tre funzioni principali: il trattamento già descritto, il preriscaldamento ed il pompaggio.
Il trattamento era di importanza cruciale, dato che le impurità dell'acqua e l'ossigeno in eccesso potevano rispettivamente perforare i tubi e le turbine e arrugginirli. Inoltre, le incrostazioni e l'accumulo di piccole particelle nel ferro e nell'acciaio della struttura, avrebbero potuto degradarla riducendo il rendimento. Per questo motivo tutta l'acqua che arrivava alla centrale era analizzata in laboratorio e sottoposta a un trattamento completo di depurazione, filtraggio, correzione chimica, ecc., prima di entrare nel circuito.
Dopo questo trattamento, l'acqua doveva essere preriscaldata prima di andare alle caldaie, aumentando così l'efficienza termica della combustione. Per raggiungere questo obiettivo, all'interno delle vasche di riscaldamento, si utilizzava vapore recuperato dalle turbine, provocando uno scambio termico che permetteva di raggiungere una temperatura di 130 °C. Con questa temperatura, occorreva mettere l'acqua a una certa pressione prima di indirizzarla alle caldaie. Tutte le pompe della sala dell'acqua garantivano il suo trasporto alla pressione di 52 kg/cm² sufficiente per superare la pressione esistente nel cilindro delle caldaie.

## Turboalternatori
Il vapore prodotto nelle caldaie proseguiva, ad alta pressione (38 kg/cm²), verso i gruppi turboalternatori, i quali trasformavano l'energia termica del vapore in energia meccanica attraverso la turbina e, questa, in energia elettrica all'uscita dell'alternatore. 
I gruppi generatori erano composti da una turbina e un alternatore, da cui il nome turboalternatore. La turbina aveva otto rotori, il primo con due corone di pale e gli altri sette con una sola corona. Il vapore proveniente dalle caldaie entrava nel primo rotore con flusso sufficiente per portare la turbina ai 3000 giri/min. Nei rotori successivi, la pressione del vapore diminuiva gradualmente fino ad eguagliare quella del condensatore, anche se la velocità di scambio era costante.
Tutto questo faceva girare i rotori della turbina e questa, attraverso un complesso di ingranaggi, faceva ruotare l'alternatore che produceva energia elettrica da distribuire ai consumatori e per alimentare tutti gli equipaggiamenti elettrici della centrale. L'alternatore a stella, produceva una corrente trifase a 10.500 Volt, con una frequenza di 50 cicli al secondo (Hz). La corrente di eccitazione dell'alternatore era fornita dall'eccitatore, un generatore di corrente continua collegato direttamente alla base generale che, in piena carica, aveva una tensione di 170 volt CC, con un'intensità di 340 Ampere.
L'energia prodotta in ognuno degli alternatori, era condotta verso la linea d'uscita. Ogni linea era collegata alla sottostazione e da lì l'energia veniva immessa nella rete di distribuzione. La prima linea aveva una potenza di 10kV installata nella sottostazione che alimentava la rete elettrica di Lisbona e di altre due linee, una di 3,3 kV e una di 30 kV. Queste due linee, la prima e più antica, oltre a fornire energia alla rete dei consumatori, alimentava anche i servizi accessori della Centrale Tejo. Dalla seconda di 30 kV, partivano due cavi, uno per Marvila fino a Vila Franca de Xira e l'altro verso la città di Santarém, per alimentare le industrie situate lungo la valle del Tago.

## Condensatori
Il vapore, dopo aver assolto alla sua funzione di muovere i rotori della turbina, era inviato al condensatore, dove passava di nuovo allo stato liquido, potendo riutilizzare l'acqua nelle caldaie. Il vapore entrava nel condensatore e attraverso il contatto con il sistema dei tubi interno, dove circolava acqua fredda, ritornava allo stato liquido. Quest'acqua di raffreddamento era presa dal fiume Tago attraverso tre condotte di ingresso e una d'uscita in cui, con effetti di sifonamento, si forzava l'acqua ad entrare nei canali; l'acqua del fiume non era mai mescolata con l'acqua pura utilizzata nelle caldaie poiché, come indicato, all'interno dei condensatori circolava l'acqua del fiume Tejo mentre il vapore viaggiava nello spazio libero.
Attraverso questa condensazione del vapore, l'acqua risultante era risucchiata dalle pompe estrattrici e rinviata fino ai cilindri delle caldaie, passando prima dagli scaldacqua, serbatoi e pompe di alimentazione e, infine, dall'economizzatore. Il recupero di vapore condensato per la riutilizzazione come acqua di alimentazione delle caldaie, era la fine del ciclo dell'acqua – vapore di una centrale termoelettrica e la Centrale Tejo, come tale, non faceva eccezione.